# Шахрестаниха и Ераншахр
Шахрестаниха и Ераншахр (буквално „Главни градови провинција Ирана“) је очувани текст о географији на средњоперсијском језику, који је довршен крајем осмог или почетка деветог века пре нове ере. Текст даје нумерисани списак градова Ераншахра и њихову историју и значај за персијску историју. Сам текст говори о томе да је такође преправљен у време Хозроја II (в. 590–628) у 7. веку, јер помиње неколико места у Африци и Персијском заливу које су освојили Сасаниди.
Књига служи као извор за радове на средњоранским језицима, извор о сасанидкој административној географији и историји, као и извор историјских записа који се односе на имена сасанидских краљева као градитеља разних градова. Текст пружа информације о персијском епу,  Xвадај-намаг (скраћ. "Књига краљева").
Књига је можда иста као "Ајадгар и Шахриха" (скртаћ. "Биографија градова") која се спомиње у Бундахишну и за коју се каже да је написана по наредби Кавада I.

## Изрази Еран и Ераншахр
Изрази Ерансхахр и Еран били су у употреби у сасанидском Ирану. Од раног сасанидског доба (период владавине Ардашира I и Шапура I), као ознаку њихове земље, прихватили су Ераншахр „Земља Аријева“ и то је служило као службено име њихове државе.
Ардашир I, који је био први краљ Сасанидског царства, користио је старију реч еран (партски арјан) као део својих наслова и у складу са његовом етимологијом. У Накш-е Ростаму у провинцији Фарс и издатим кованицама из истог периода, Ардашир I себе назива Ардашир шаханшах еран у средњоперсијској верзији и шаханшах арјан у својој партској верзији оба значе „краљ аријских краљева“. Његов син Шапур I себе је називао шаханшах еран и анеран (лит. "краљ аријских краљева и не-аријеваца") у средњоперсијском и шаханшах арјан и анарјан на партском. Касније су краљеви користили исте или сличне изразе, и ти су наслови постали стандардна ознака сасанидских суверена.
Међутим, главни тројезични (средњоперсијски, партски и грчки) натпис Шапура I на Ка'ба-ие Зартошт у Фарсу уводи још један израз ераншахр у средњоперсијском и арианшахр на партском. Шапуров  проглас гласи ан. . .ераншахр квадај  хем .. ( „Ја сам господар краљевства ( нације) Аријевог“). Ово прати његову титулу "краља аријских краљева", и тако чини "врло вероватним" да је ераншахр "правилно означавао царство". Поред  Даријевог натписа, овај натпис Шапура на зидовима Ка'бе-ие Зартошт спада међу најважније натписне записе. У њему се бележе делови персијско-римских ратова и даје „јасна слика обима његовог царства“ именовањем покрајина, спомињући верске задужбине и помињући високе званичнике двора као што су Папак, Ардашир и Шапур I. Према натпису, након смрти Шапуровог oca и његовог придруживања, римском цару Гордију III. „Марширао је на Асирију, против Ераншахра и против нас“.
Поред краљевске титуле, термин "Еран" је такође коришћен као скраћеница од "Ераншахр" и односио се на царство у раном сасанидском добу. У овом случају римски запад се у складу с тим називао "анеран". Као референце за царства, Еран и Анеран јављају се већ у календарском тексту из Манија (који датира вероватно из доба Ардашира I). Овај краћи израз "Еран" појављује се у именима градова које су изградили Шапур I и његови наследници, као и у титулама неколико високих административних званичника и војних заповедника. За прве постоје примери попут "Еран-ксварах-Шапур" (слава Ерана (од) Шапура), "Еран-ашан-кард-кавад" (Кавад  је умирио Еран), а за последњи "Еран-амаргар" (генерални рачуновођа), „Еран-дибирбед“ (главни секретар), „Еран-друстбед“ (главни лекар), „Еран-хамбарагбед“ (заповедник Арсенала) и „Еран-спахбед“ (врховни заповедник).

## Куст Ераншахра
Према књизи и као древна иранска традиција, Ераншахр је подељен у четири "митолошки и ментално"  дефинисана региона или стране које се називају кустима. Ови делови / региони / стране државе током и после Хозроја I, на обрасцу четири кардиналне тачке, су (1) Ксварасан „североисток“; (2) Ксварваран „југозападно“; (3) Немроз „југоисток“; и (4) Адурбадаган „северозапад“.
Кусти су названи дијагонално почевши од североистока према југозападу и од југоистока до северозапада - стила који је вероватно следио стару персијску традицију у именовању сатрапија. Уобичајени средњоперсијски израз "абактар" (позајмљен од партског: абактар, абараг < на авестанском .: апактара) који се користи за северни правац у древној иранској традицији избегнут је у овом називу и замењен је именом њихове провинције адурбадаган. Верује се  зато што је "зороастријска повезаност севера са пребивалиштем зла"  која би "била евоцирана употребом абактара".

## Литераура
- Daryaee, Touraj (2008). „ŠAHRESTĀNĪHĀ Ī ĒRĀNŠAHR”. Encyclopaedia Iranica. To appear.
- Daryaee, Touraj (2002). Sahrestaniha I Eransahr (PDF). Mazda Pub. стр. 90. ISBN 1-56859-143-8. Архивирано из оригинала (PDF) 05. 03. 2009. г. Приступљено 26. 04. 2020.
- Markwart, J. (1931). A catalogue of the provincial capitals of Eranshahr. Rome: Pontificium Institutum Biblicum. ISBN 88-7653-203-X.
- Mackenzie, D. N. (1998). „ĒRĀN,ĒRĀNŠAHR”. Encyclopaedia Iranica. Vol. 8. ISBN 1-56859-058-X. Архивирано из оригинала 13. 03. 2017. г. Приступљено 26. 04. 2020.
- Shahbazi, A. Shapur (2005). „SASANIAN DYNASTY”. Encyclopaedia Iranica. To appear. ISBN 1-56859-058-X.
- Tafazzoli, A. (1989). „BĀḴTAR”. Encyclopaedia Iranica. 3. ISBN 1-56859-058-X.